# Ogün Sanlısoy
 (novembre 2011).
Ogün Sanlısoy (né le 12 mars 1971 à Gölcük dans la province de Kocaeli) est un musicien turc.

## Enfance et premiers pas dans la musique
Il nait en 1971  à Gölcük. Durant son enfance, il déménage très souvent au grè des mutations professionnelles de son père. Il fait ses études de collège et de lycée au Lycée de Fenerbahçe. En 1988, il s'inscrit à l'Université Mimar Sinan et décroche un diplôme d'ingénieur industriel.
En 1989, il fait sa première expérience musicale avec son ami Kubilay Özvardar en participant  à un concert acoustique. La même année, il rejoint le groupe Sugar Mice avec lequel il sort une première démo. Par la suite, il fait partie de différents groupes en tant que chanteur soliste.

## Carrière
En 1992, il rejoint Mezarkabul en tant que chanteur et la même année enregistre l'album "Trail Blazer". Il chante pour les concerts du groupe durant la tournée turque. En 1993 et 1994, il est récompensé du titre de meilleur chanteur soliste de rock par les magazines Hıbır et Rock.
En 1994, alors qu'il voulait se lancer dans une carrière solo, il rejoint le groupe Klips mené par Gür Akad avec lequel il donne plusieurs concerts.
En 1995, il supervise l'album de Özlem Tekin "Kime Ne". Il en a composé les paroles et les musiques.
1999 sort son premier album solo "Korkma".
En 2004 sort son deuxième album solo "O Gün". Sur cet album il reçoit la collaboration du batteur Timur Kurşunoğlu, du guitariste Faruk Kavi et du bassiste Umut Arabacı.
En 2006 sort son troisième album "Üç" sur lequel il reçut la collaboration de ses amis Metin Türkcan et Tarkan Gözübüyük du groupe Mezarkabul. Cet album lui permit d'être nommé meilleur chanteur soliste de rock de l'année.
En 2007 sort la réédition de l'album "Korkma" à l'occasion duquel sort aussi un DVD . Sur cet album, il fait un duo avec Hayko Cepkin.
En 2008,il collabore à la sortie de l'album "Kıyamet Senfonisi" du groupe Almôra pour lequel il interprète la chanson İyiler Siyah Giyer.
En 2009 sort le single Büyüdük Aniden, suivi de Yukarıya Bak. Il fait un duo avec le rappeur Killa Hakan pour son album "Volume Maximum".
Le 7 février 2011 sort son quatrième album solo "Ben" produit par Volkan Başaran. Il est accompagné à la guitare par Aytek Akçakaya, à la basse par Sertan Coşkun, et par Sertan Soğukpınar à la batterie. L'album est enregistré à Helsinki dans les studios de la Finnfox par Mika Jussila. Les photographies présentées dans l'album sont de Mehmet Turgut.
En 2011, il collabore à l'album "Girdap" du groupe de métal turc İklim et chante sur la chanson Girdap. La même année, il fait un duo avec Nilüfer sur la chanson Hey Gidi Günler.

## Discographie
Avec Mezarkabul :
- Trail Blazer (1992)

Albums solo:
- Korkma (1999)
- O Gün (2004)
- Üç (2006)
- Korkma 07 (2007)
- Ben (2011)